# Schatzhofen
Schatzhofen ist ein Gemeindeteil der Gemeinde Furth im niederbayerischen Landkreis Landshut. Bis zum 31. Dezember 1971 bildete es eine selbstständige Gemeinde.

## Lage
Das Pfarrdorf Schatzhofen liegt in der Hallertau am Further Bach etwa eineinhalb Kilometer westlich von Furth.

## Geschichte
Die Pfarrei Schatzhofen geht als eine der ältesten des Landkreises  bis mindestens ins 8. Jahrhundert zurück. Der Ort kam durch die Schenkung eines Edlen Zontibold zwischen 1034 und 1041 an das Kloster Tegernsee, während die Kirche im Besitz von Kloster Seligenthal blieb. 1439 nennt das Urbar als herzogliches Eigentum eine „Hub bei der Mühle“ und vier weitere Hofstätten. 1464 gehörte Schatzhofen mit 32, im Jahr 1539 mit 28 versteuerten Personen zum Amt Altdorf, in dem es eine Obmannschaft bildete.
1752 umfasste es 17 Anwesen, davon drei im Eigentum von Kloster Seligenthal. An die nahe, von 1800 bis 1826 bestehende Universität Landshut erinnert heute noch der Universitätswald im Süden des Ortes. Noch zu Ende des 19. Jahrhunderts besaß die inzwischen nach München verlegte Universität das Besetzungsrecht der Pfarrerstelle in Schatzhofen.
Die zu Beginn des 19. Jahrhunderts gebildete Gemeinde Schatzhofen beschäftigte noch 1970 nahezu 70 Prozent aller Erwerbstätigen primär in der Land- und Forstwirtschaft. Die 35 landwirtschaftlichen Anwesen von meist mittlerer Größe wurden überwiegend im Haupterwerb bewirtschaftet. Sechs Prozent der Ackerfläche beanspruchte der Hopfenanbau.
Von 1939 bis 1970 war die Bevölkerung der Gemeinde von 323 auf 233, also um fast 28 Prozent zurückgegangen, und der Hauptort Schatzhofen selbst zählte nur noch 75 Einwohner. Im gleichen Zeitraum erhöhte sich die Einwohnerzahl der östlich benachbarten Gemeinde Furth, hauptsächlich durch zunehmenden Pendlerbetrieb nach Landshut, um 74 Prozent.
1970 bis 1972 verwirklichte die Gemeinde den Plan, wenige hundert Meter westlich und östlich des Ortes jeweils eine Wochenendsiedlung zu errichten. Die Anlage im Westen Am Enghof umfasst rund 115 Parzellen, das Gebiet Entwies im Osten etwa 25 Parzellen von 800 bis 2500 m² Größe. Am 1. Januar 1972 wurde die Gemeinde Schatzhofen im Zuge der Gebietsreform in Bayern in die Gemeinde Furth eingegliedert. Seitdem findet sich im Gemeindesiegel auch das Schwert des Kirchenpatrons von Schatzhofen, St. Michael.

## Baudenkmäler
- Pfarrkirche St. Michael. Sie hat einen romanischen Chor aus dem 12. Jahrhundert, das Langhaus entstand 1687.

## Vereine
- Freiwillige Feuerwehr Schatzhofen